# كاستليوني آ كازاوريا
كاستليوني آ كازاوريا (بالإيطالية: Castiglione a Casauria)‏ هي بلدية في مقاطعة بسكارا في إقليم أبروتسو الإيطالي.

## السكان
في سنة 1861 بلغ عدد السكان 2٬167 نسمة، وتطور العدد ليصل في سنة 2018 لـ 773 نسمة.
يظهر هذا المخطط البياني تطور النمو السكاني لـ كاستليوني آ كازاوريا

## توأمة
لكاستليوني آ كازاوريا اتفاقيات توأمة مع:
- هاميلتون